# 斎藤茂
斎藤 茂（さいとう しげる、1960年5月5日 - ）は、日本の音楽プロデューサー、ディスクジョッキー、独立系ラジオ局経営者。クラシック音楽専門のインターネットラジオ局OTTAVAの代表取締役社長である。

## 人物・来歴等
札幌市出身。青山学院大学卒業。音楽番組のディレクター、プロデューサー、編成局長などとして、J-WAVEに勤務後、独立。番組、音楽、コンサートなどの制作を行う。
2007年、TBSラジオによるOTTAVAの開局と同時にミュージック・ディレクターに就任。番組で流すすべての楽曲の選定、編成を担当する。番組のトークのBGMやジングルにヴォーカル・アンサンブル カペラの演奏によるルネサンスのア・カペラを選んだのも斎藤だった。
2008年から2014年6月まで、リクエスト番組『OTTAVA con brio』にプレゼンター(一般のラジオ番組におけるディスクジョッキーやパーソナリティ)として出演した。
2012年から、毎年3月に仙台で開催される「〜つながる心つながる力〜みんなでつくる復興コンサート」のコンサート・プロデューサーと当日の司会進行役をつとめる。
2014年、OTTAVAがTBS傘下を離れてからは、OTTAVA株式会社で第2の開局のために尽力。2014年10月の第2の開局後は、番組のプログラミング(編成)を行い、『OTTAVA Salone』『OTTAVA Navi』『OTTAVA Aria from TENNOZ TMMT Studio』などのプレゼンターをつとめる。
OTTAVA株式会社設立からの役職名は「ゼネラルマネージャー」であったが、2016年春ごろに「COO」となり、2016年11月21日に「取締役社長」、2018年8月29日に「代表取締役社長」に就任した。ただし、他のプレゼンターからは未だに(少なくとも番組内においては)「GM」と呼ばれることが多い。本人は、リスナーに対しては役職名を用いず「OTTAVAの(プレゼンター)斎藤茂」とだけ名乗っている。他局の番組に出演する際には「ミュージック・ディレクター」という肩書きを使うこともある。

## ラジオ
- OTTAVA
  - OTTAVA Now![11](2022年10月11日 - ) - プレゼンター
  - OTTAVA Con brio(2023年1月10日 - ) - プレゼンター

### 過去の担当番組・ゲスト出演
- OTTAVA
  - OTTAVA con brio（2008年5月 - 2014年6月、TBSでも放送) - プレゼンター
  - OTTAVA mom&me; special[12](TBSHD、2010年3月28日) - プレゼンター
  - The World of OTTAVA[13](2014年7月 - ) - プレゼンター
  - OTTAVA Records[14](2015年9月 - 2017年3月) - プレゼンター
  - PrimeSeat Salon[15](2016年1月 - 2017年3月) - プレゼンター
  - OTTAVA Mall[16](2015年6月 - ) - プレゼンター
  - OTTAVA ラ・フォル・ジュルネ・オ・ジャポン2016 Special 総集編[17](2016年5月29日) - プレゼンター
  - OTTAVA Navi[18](2016年10月 - 2018年3月[19]) - プレゼンター
  - OTTAVA for You[20](2016年11月 - ) - プレゼンター
  - OTTAVA ラ・フォル・ジュルネ・オ・ジャポン2017 Special 総集編[21](2017年6月3日) - プレゼンター
  - OTTAVA Classical Lovers[22](2017年7月9日・16日) - ゲスト出演
  - Salon GVIDO[23](2018年1月27日 - ) - プレゼンター
  - 伊藤悠貴 The Romantic[24](2018年1月28日・2018年12月30日・2019年4月28日・2022年7月22日) - ゲスト出演
  - OTTAVA Aria from TENNOZ TMMT Studio[25](2018年4月21日 - 2018年11月3日) - 土曜日プレゼンター
  - OTTAVA Salone(2014年10月 - ) - 木曜日(2014年10月 - 2016年1月)、水曜日(2016年1月 - 2017年3月)、火曜日(2017年4月 - 2020年3月31日)、水曜日(2020年10月1日 - )プレゼンター
  - Radio Bravo(2020年12月7日 - ) - プレゼンター
  - OTTAVA Andante(2020年4月1日 - 2022年10月7日) - 水 - 金曜日(2020年4月1日 - 9月30日)、金曜日(2020年10月1日 - 2022年10月7日)プレゼンター
  - OTTAVA Christmas Special 2022～クリスマス・イヴのリクエスト大会！(2022年12月24日) - プレゼンター[26]
- TBSラジオ（TBSラジオ&コミュニケーションズ:TBS R&C時代含む)
  - Listen HEART!(2010年4月11日 - 2011年4月3日) - OTTAVAのPRコーナー「Listen OTTAVA」に出演[27][28]。
  - 荻上チキ・Session-22(2014年7月15日[29]・2015年2月2日[30]・2015年12月7日[31][32]) - ゲスト出演
  - OLÉRA[33](2015年2月13日) - ゲスト出演
  - Power of Music ～仙台フィルが歩んだ1500日[34](2015年5月10日) - パーソナリティ
  - エンタメExpress954(2015年9月7日・10月26日・2016年1月18日) - ゲスト出演
  - 荻上チキ・Session(2021年3月3日[35]) - ゲスト出演
  - 金曜ボイスログ(2022年2月11日[36]・3月18日[37]・2023年2月17日[38]・3月10日[39]) - ゲスト出演
  - つながる心 つながる力 みんなでつくる復興コンサート - パーソナリティ
    - 2002 Supported by 日立物流 (2022年3月18日)
    - 2023 Supported by 日立物流 LOGISTEED(2022年3月21日)

  - エンタメExpress(株式会社TBSラジオ、2023年3月1日)
    - エンタメSaturday(株式会社TBSラジオ、2023年03月4日)
- JFN
  - Memories & Discoveries[40](2017年10月10日 - 13日と12月19日 - 22日、全国の加盟局で放送) - クラシックレコメンダー
  - Seasoning[41](全国FM放送協議会、2018年4月9日 - 2020年3月31日、全国の加盟局で放送) - クラシック音楽のコーナー「Tea Time Classic～Ottava Collection～」を担当
- PrimeSeat
  - ベルリン・フィル アワー[42](IIJ、2016年4月16日 -) - プレゼンター

## 連載
- OTTAVAへようこそ! - 月刊誌『ぶらあぼ』(東京MDE、2018年3月号 - 2019年2月号)[43]

## インターネット配信
- 井内美香『オペラでイタリア語！』#1-(2022年7月 -) - 『OTTAVA Accademia』の有料ウェビナー。アシスタントとして出演[44]
- 平野恵美子『きっとバレエが見たくなる』#1-(2023年5月 -) - 『OTTAVA Accademia』の無料ウェビナー。アシスタントとして出演[45]

## その他
- OTTAVAの「顔」として、ラジオ番組をはじめとする各メディアに登場する[46]。YouTubeの、OTTAVAを広報する動画にも出演している[47][48][49]。番組内でリスナーに局の現況を説明することも多い。
- プレゼンターとしては、絶妙な選曲と音楽に関する豊かな知識とリスナーへの温かい対応と旺盛なサービス精神で、リスナーに人気。トーク中に歌ったりものまねをしたり噛んだりすることを、リスナーによくネタにされる。
- プレゼンターとなったのは、2008年に『OTTAVA con brio』にピンチヒッターとして出演したのがきっかけ。それまで放送でしゃべったことはなかった[50]が、父親が斎藤昭夫(HBC北海道放送のアナウンサー)だったことから頼まれたとのこと[4]。斎藤が初めて出演した時のことを、林田直樹は「あの瞬間ほど斎藤さんをラジオの天才だと思ったことはありません」[51]と回想している。
- 2012年6月[52]、BEYES(現・JACKET REQUIRED)とOTTAVAの連動企画「お悩み解決！人気プレゼンター斎藤茂氏を大改造！」に登場。当時『OTTAVA moderato』のプレゼンターをつとめていたファッションディレクター・干場義雅により「改造」された[53]。
- 吉川隆弘とファブリツィオ・メローニのCD『Vif et rythmique』(2015年)のライナーノーツを担当した[54]。
- 声楽家の大城みほがプロデュースする「月の沙漠コンサート」のナビゲーターをつとめる。小学生の時に大城と友人だった縁[55][56]。大城ら「Moonlight Caravan」によるアルバム『月の沙漠〜シルクロード 弦奏の旅路〜』(OTTAVA Records、リリース：2018年4月)ではプロデューサーをつとめた。
- 2015年12月19日の「Buon Natale ! OTTAVAクリスマス・コンサート2015」では、NAOTOと清塚信也のパートで雪だるまの仮装をして登場した。NAOTOが10月29日の『OTTAVA Salone』(プレゼンター：斎藤)にゲスト出演した際に、3人でクリスマスにちなんだ仮装をする話になったのが原因。なお、当日、NAOTOはサンタクロースの帽子を、清塚はトナカイの帽子をかぶって演奏した[57]。
- クリスマス直近の担当回には、スレイベルをスタジオに持ちこみ、ルロイ・アンダーソン「そりすべり」に合わせて演奏する。斎藤の説明によると、クリスマスに一人で寂しくラジオを聴いているリスナーをOTTAVAがハブとなって繋ぎ合わせるという趣旨の「みんなで鳴らそうシングル・ベル」というおひとりさま優先企画[58]。2012年12月22日のイベントのためにOTTAVAが購入したスレイベル[59]を24日の『OTTAVA con brio』で演奏したのが最初。以後、『OTTAVA con brio』(2013年12月24日)[60]、『OTTAVA Salone』(2014年12月25日[61]と2015年12月24日、2016年12月21日[62]、2017年12月19日、2018年12月25日、2019年12月24日)に行っている。
- 『デジタル毎日』(毎日新聞社)内『クラシックナビ』の連載「OTTAVAの顔たち」に登場、2回にわたりOTTAVAについて語った[9]。
- 私的なことについては番組ではほとんど話さないが、『OTTAVA for You～シゲルのブラームスはお好き？』[63]では、少年時代にクラリネットを習っていたことや中学生の時に吹奏楽部に所属していたことを語っている。